# Nyctocereus kalbreyerianus
Nyctocereus kalbreyerianus là một loài thực vật có hoa trong họ Cactaceae. Loài này được (Werckle) Croizat mô tả khoa học đầu tiên năm 1944.